# Mosannona pachiteae
Mosannona pachiteae là một loài thực vật thuộc họ Annonaceae. Đây là loài đặc hữu của Peru.
Loài này được D.R. Simpson mô tả khoa học đầu tiên năm 1982 dưới danh pháp Malmea pachiteae. Năm 1998, Laurentius Willem Chatrou thiết lập chi Mosannona và chuyển nó sang chi này.